# Јосиф
Пророк Јосиф (хебр. יוֹסֵף, арап.  [Yūsuf или Yūsif], стандард: Yōsef, тиберијски: Yōsēp̄; алтернативно: יְהוֹסֵף, досл. 'Yahweh додаће'; стандард: Yəhōsef, тиберијски: Yо̆hōsēp̄; стгрч. Ἰωσήφ) био је једанаести од дванаест синова Јаковљевих. Према сведочанству Светог писма Старога завета његова браћа су га због љубоморе као веома младог продали у робље. Као роб је био одведен у Египат, где је након неког времена примљен на двор египатског фараона који га је поставио за управника краљевства и учинио најмоћнијим и најутицајнијим у Египту.
Композиција приче се може датирати у период између 7. века пре нове ере и треће четвртине 5. века п. н. е., што је отприлике период у који научници датирају Књигу Постања. У рабинској традицији, он се сматра претком другог Месије званог „Машијах бен Јосеф“, који ће водити рат против сила зла заједно са Машијах бен Давидом и погинути у борби са непријатељима Бога и Израела.

## Пророк Јосиф у Светом писму
Касније је својој браћи опростио и целу породицу преселио у Египат. Био је познат као исцелитељ, градитељ, архитекта и као даровит човек у многим областима.
И кад Јосиф дође к браћи својој, свукоше с њега хаљину његову, хаљину шарену, коју имаше на себи. И ухвативши га бацише га у јаму; а јама беше празна, не беше воде у њој. После седоше да једу. И подигавши очи угледаше, а то гомила Исмаиљаца иђаше од Галада с камилама натовареним мирисавог корења и тамјана и смирне, те ношаху у Мисир. (1 Мој. 37:26, 1 Мој. 37:36, Приче 30:20)
И рече Јуда браћи својој: Каква ће бити корист што ћемо убити брата свог и затајити крв његову? (1 Мој. 4:10, Јов 16:18) 
Хајде да га продамо овим Исмаиљцима па да не дижемо руке своје на њ, јер нам је брат, наше је тело. И послушаше га браћа његова. (1 Мој. 29:14, 1 Мој. 42:21) 
Па кад трговци мадијански беху поред њих, они извукоше и извадише Јосифа из јаме, и продадоше Јосифа Исмаиљцима за двадесет сребрника; и они одведоше Јосифа у Мисир. (1 Мој. 39:1, 1 Мој. 45:4, 5 Мој. 33:16, Суд. 6:3, Псал. 105:17, Мат. 27:9, Дела 7:9) 

### Завера против Јосифа
Јосифова полубраћа су била љубоморна на њега; (Genesis 37:18–20) због чега је у Дотану већина њих сковала заверу да га убије, са изузетком Рувима, који је предложио да се Јосиф баци у празну цистерну, намеравајући да спасе Јосифа. Не знајући за ову споредну намеру, остали су га прво послушали. Када су Јосифа затворили, браћа су угледала караван камила како носи зачине и мирисе у Египат, и продала Јосифа овим трговцима. Након тога су крива браћа натопила козјом крви Јосифово капут и показала га Јакову, који је стога веровао да је Јосиф мртав (Genesis 37:12–35).

### Потифарова кућа
На крају, Јосиф је продат Потифару, капетану фараонове гарде (Genesis 37:36, Genesis 39:1). Касније је Јосиф постао Потифаров лични слуга, а потом и надзорник његовог домаћинства. Овде је Потифарова жена (названа Зулејка у каснијој традицији) покушала да заведе Јосифа, што је он одбио. Љута што је побегао од ње, изнела је лажну оптужбу за силовање и тако осигурала да заврши у затвору (Genesis 39:1–20).

## Претпоставке о вези са Имхотепом
Поједини археолози и историографи поистовећују Јосифа са египатским свештеником Имхотепом. Наиме, велики број чињеница везаних за животе једнога и другога се поклапају. Обојица нису краљевског порекла али су били изузетно блиски фараону. Обоје су цењени као велики мудраци, лекари, архитекте, градитељи. Градња првих пирамидалних грађевина се везује за обојицу, а није био редак случај у тим временима да Јевреји припаднике свога народа називају јеврејским именом иако он званично носи египатско име. То је био случај код готово свих странаца који су радили у фараоновој администрацији.